# Сказание о Тариэле
«Сказание о Тариэле», также «Амбави Тариэлиса» (груз. ამბავი ტარიელისა) — опера Шалвы Мшвелидзе, премьера которой состоялась в 1946 году.

## История
Премьера оперы состоялась в Тбилиси 26 февраля 1946 года и была приурочена к двадцатипятилетию установления советской власти в Грузии. Режиссёром постановки стал Ш. Азмайпарашвили. Первым исполнителем партии Автандила был Пётр Амиранашвили.
19 октября 1966 года в Тбилиси была впервые поставлена вторая редакция оперы.

## Сюжет
Источником сюжета оперы послужила поэма Шота Руставели «Витязь в тигровой шкуре». Также на либретто повлияли грузинские народные сказания.
Сложная структура поэмы представляет трудность для постановки на сцене или экранизации, поэтому часто материалом для инсценировок и кинофильмов служили отдельные эпизоды. Мшвелидзе и либреттист А. Пагава пошли по другому пути: они стремились вместить в оперу судьбы основных героев, передать богатство и сложность построения поэмы Руставели. В опере сюжетные линии (Тариэл—Нестан, Автандил—Тинатин) разомкнуты и лишь во 2 картине 3 действия соприкасаются. В либретто сохранена эпическая природа фабулы, что придаёт действию черты статики. 
Полководец Тариэл любит царевну Нестан и любим ею, но её отец, царь Парсадан, предназначает Нестан в жены сыну шаха Хорезма. Тариэл не смеет противиться царской воле, но, когда возмущенная Нестан укоряет его в измене, он, повинуясь её воле, убивает своего соперника. Гнев царя обрушивается на царевну. Её воспитательница, сестра царя Давар, велит рабам увезти Нестан на корабле, а сама, страшась наказания, кончает жизнь самоубийством. 
Царь Аравии Ростеван передаёт власть дочери, прекрасной Тинатин, в которую влюблён юный витязь Автандил. Царевна поручает ему во что бы то ни стало отыскать таинственного витязя в тигровой шкуре, встреченного её отцом на охоте, но витязь неуловим. Тинатин обещает Автандилу в награду, если он отыщет витязя, свою любовь. Три года скитается Автандил в тщетной надежде найти незнакомца. Наконец его поиски подходят к концу. Асмат, верная служанка Нестан, сопровождающая Тариэла (витязь в тигровой шкуре — это он), помогает Автандилу встретиться с витязем. Встреча вызывает в обоих чувство доверия, они становятся побратимами. Автандил тоскует по Тинатин, Тариэл — по Нестан, томящейся в Коджети. Тариэл, Автандил и его приятель Прадон во главе вооружённых воинов штурмом захватывают крепость и освобождают Нестан. В эпилоге народ славит подвиги героев, соединившихся со своими возлюбленными.